# 長峰站

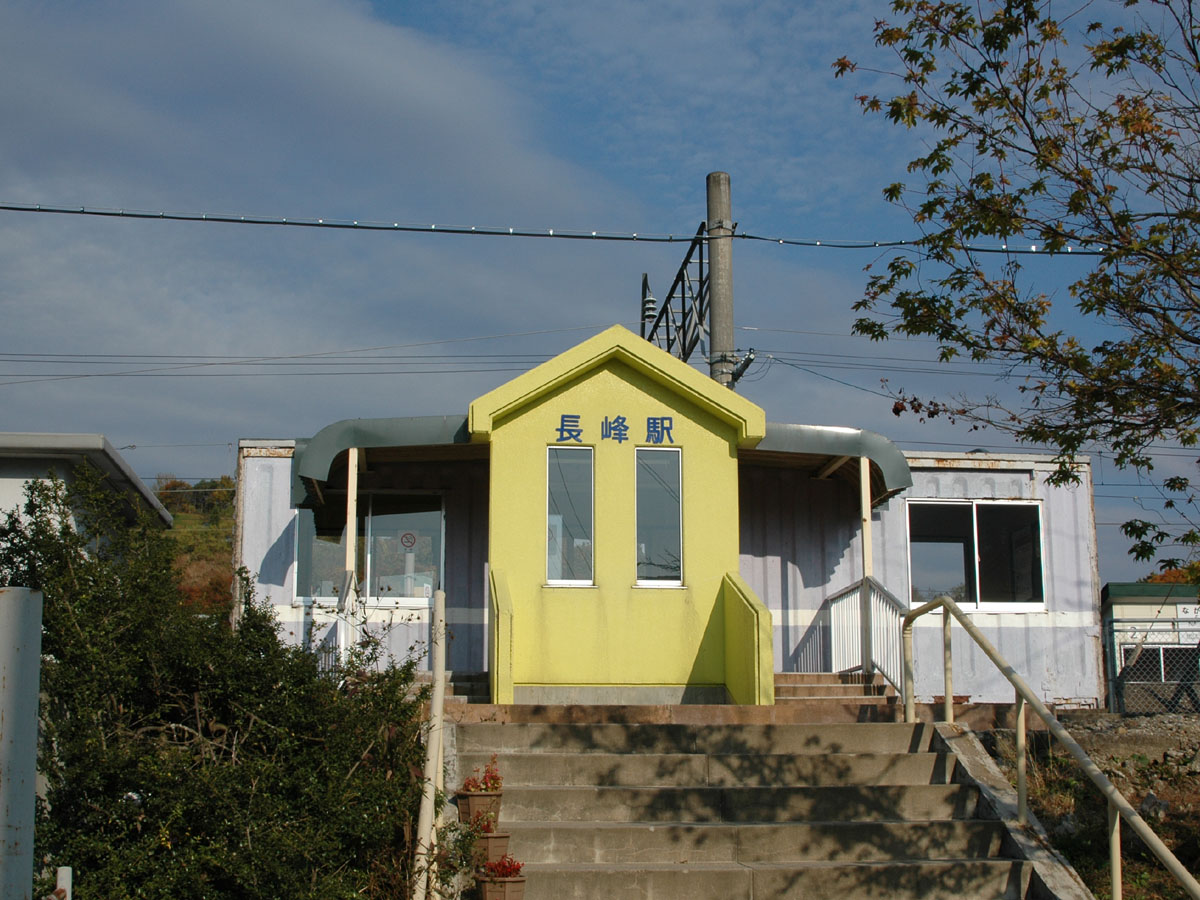
舊站房（2006年）

長峰站（日语：／ Nagamine eki */?）是位於青森縣南津輕郡大鱷町，屬於東日本旅客鐵道（JR東日本）的奧羽本線車站。

## 車站構造
此站是地面車站，設有2面2線的相對式月台。各月台之間透過跨線橋連接。1號月台側設有簡易式站房候車室。此站是由弘前站管理的無人車站。

### 月台
| 月台 | 路線      | 上下行 | 方向           |
| ---- | --------- | ------ | -------------- |
| 1    | ■奧羽本線 | 下行   | 弘前、青森方向 |
| 2    | ■奧羽本線 | 上行   | 大館、秋田方向 |

參考

## 歷史
- 1952年12月1日：國鐵開設此站，為旅客車站[1]。
- 1965年：升級至一般車站。
- 1971年10月1日：降為無人車站。
- 1987年4月1日：隨國鐵分割民營化，車站由東日本旅客鐵道（JR東日本）營運。

## 相鄰車站
東日本旅客鐵道（JR東日本）
■奧羽本線
□快速
通過
■普通
碇關－長峰－大鱷溫泉

## 外部連結
- 車站資訊（長峰）：東日本旅客鐵道（日語）